# Arcizans-Dessus
Arcizans-Dessus  là một xã thuộc tỉnh Hautes-Pyrénées trong vùng Occitanie tây nam nước Pháp. Khu vực này có độ cao trung bình 788 mét trên mực nước biển.

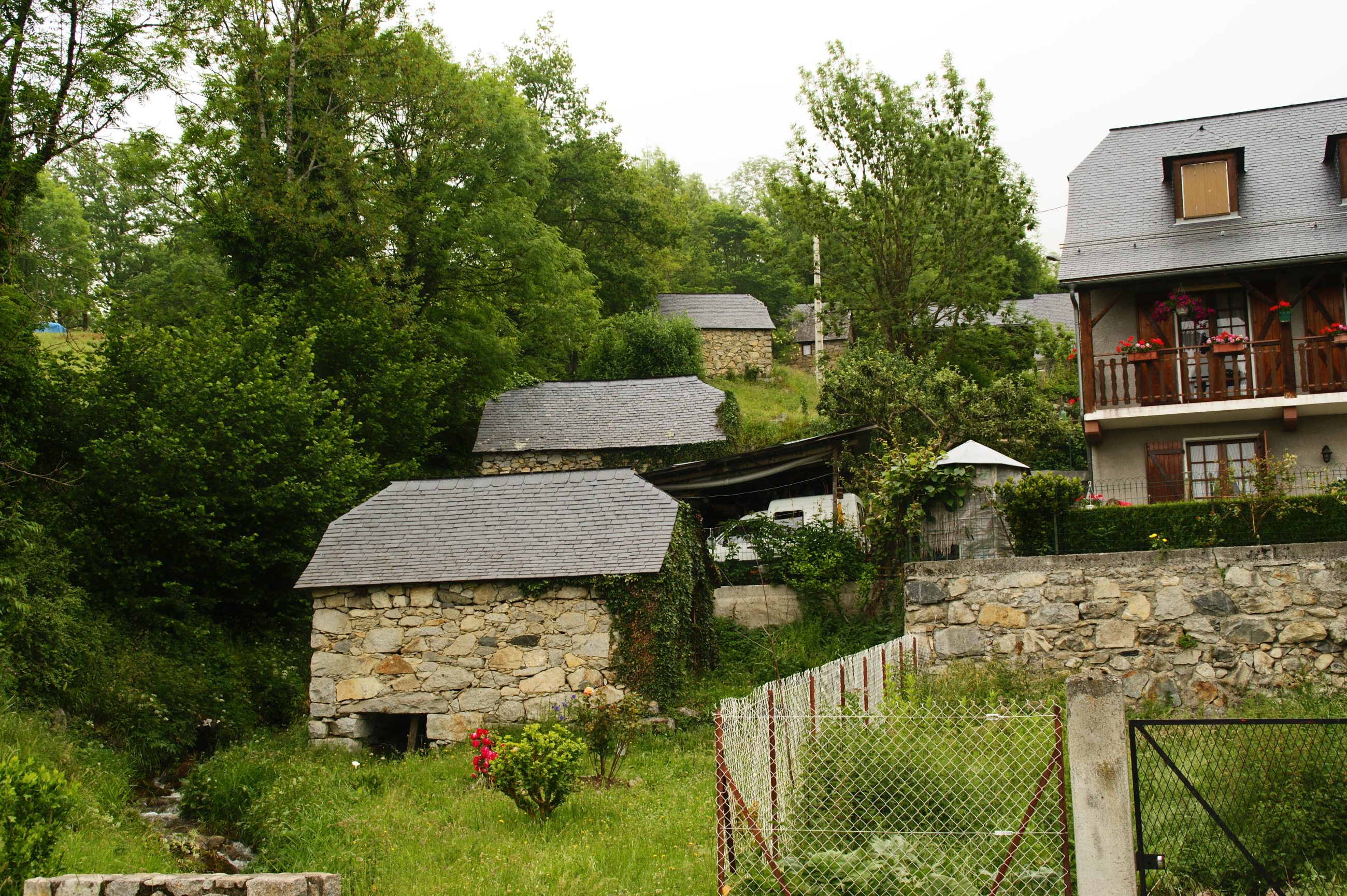
Cảnh ở Arcizans-Dessus